# Luotosenjärvi (Luumäki, Södra Karelen, Finland)
Luotosenjärvi eller Luotoinjärvi är en sjö i Finland. Den ligger i kommunen Luumäki i landskapet Södra Karelen, i den södra delen av landet, 160 km nordost om huvudstaden Helsingfors. Luotosenjärvi ligger 66,6 meter över havet. Arean är 1 kvadratkilometer och strandlinjen är 7,7 kilometer lång. Sjön  ingår i Vaalimaanjokis huvudavrinningsområde.   I omgivningarna runt Luotosenjärvi växer i huvudsak blandskog.